# Rathaus Bochum

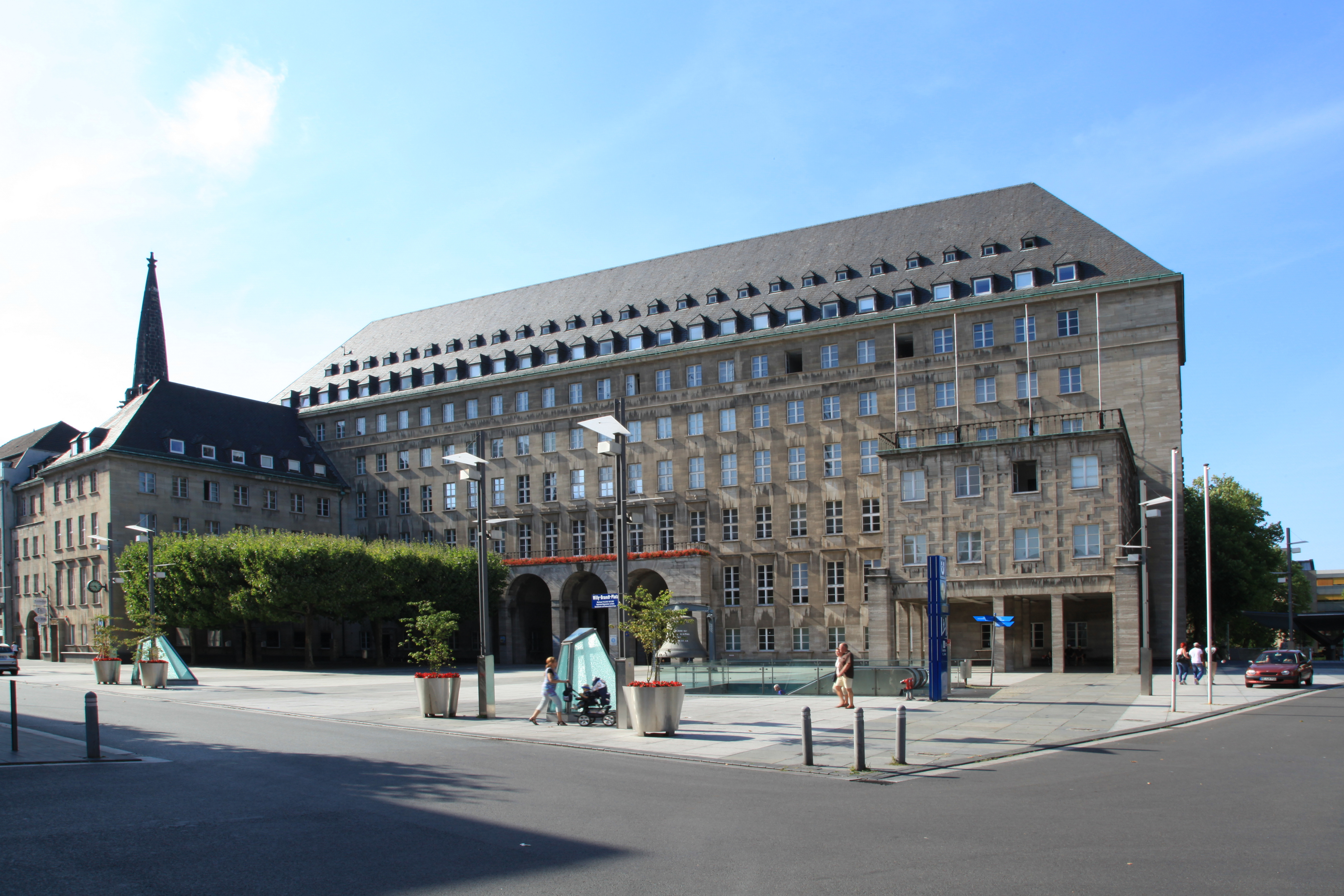
Rathaus in Bochum

Das Rathaus Bochum gehört zu den wichtigsten Repräsentativbauten des Ruhrgebiets. Obwohl von der spanischen Renaissance beeinflusst und von ornamentloser massiver Bauweise war es für seine Zeit ein hochmodernes durchrationalisiertes Verwaltungsgebäude. Es markiert den Übergang der Stadt von einer wild wachsenden Montanstadt zu einer modernen Großstadt. Während der Bauphase entstanden weitere repräsentative Großbauten in Bochum wie das Polizeipräsidium oder das Parkhotel Haus Rechen.

## Geschichte des Rathauses
Die ersten Rathäuser der Stadt Bochum befanden sich am Alten Markt. Das dritte Rathaus wurde im Jahr 1696 erbaut, ungefähr da, wo heute das Denkmal des Kuhhirten steht. Nach einer Zwischenlösung in den Jahren 1862–1864 bezog man bis 1886 die ehemalige Rentei bei der Propsteikirche. Danach wurde die Stadtverwaltung im ehemaligen Hotel Soedinger Hof an der Alleestraße heimisch. Das Rathaus wurde 1894 um einen Erweiterungsbau sowie einen großen Sitzungssaal erweitert. Da im Zuge des rasanten Wachstums der Industriestadt und mit der Eingemeindung von 1904 Bochums Einwohnerzahlen explodierte, war der Platz bald auch wieder zu klein. Ein erster Architektenwettbewerb zur Neuerrichtung eines angemessenen Rathauses fand 1912–1913 statt, führte jedoch nicht zur weiteren Ausführung. Durch den Ersten Weltkrieg wurden die Neubaupläne zunächst zurückgestellt, ehe 1925 ein weiterer Architektenwettbewerb ausgerufen wurde. Auch nach diesem erneuten Wettbewerb konnte keiner der Preisträger die Ausführung des Rathauses übernehmen. Gleichwohl wurde der Rathausneubau dringlicher denn je. Mit dem Ziel einer zeitlosen Architektur wurde daher 1926 Karl Roth, der bereits die Rathäuser in Dresden (Neues Rathaus Dresden) (1905–1910), Kassel (Rathaus Kassel) (1905–1909) und Barmen (Rathaus Barmen) (Fertigstellung 1922) entworfen hatte, mit einem neuen Entwurf beauftragt.

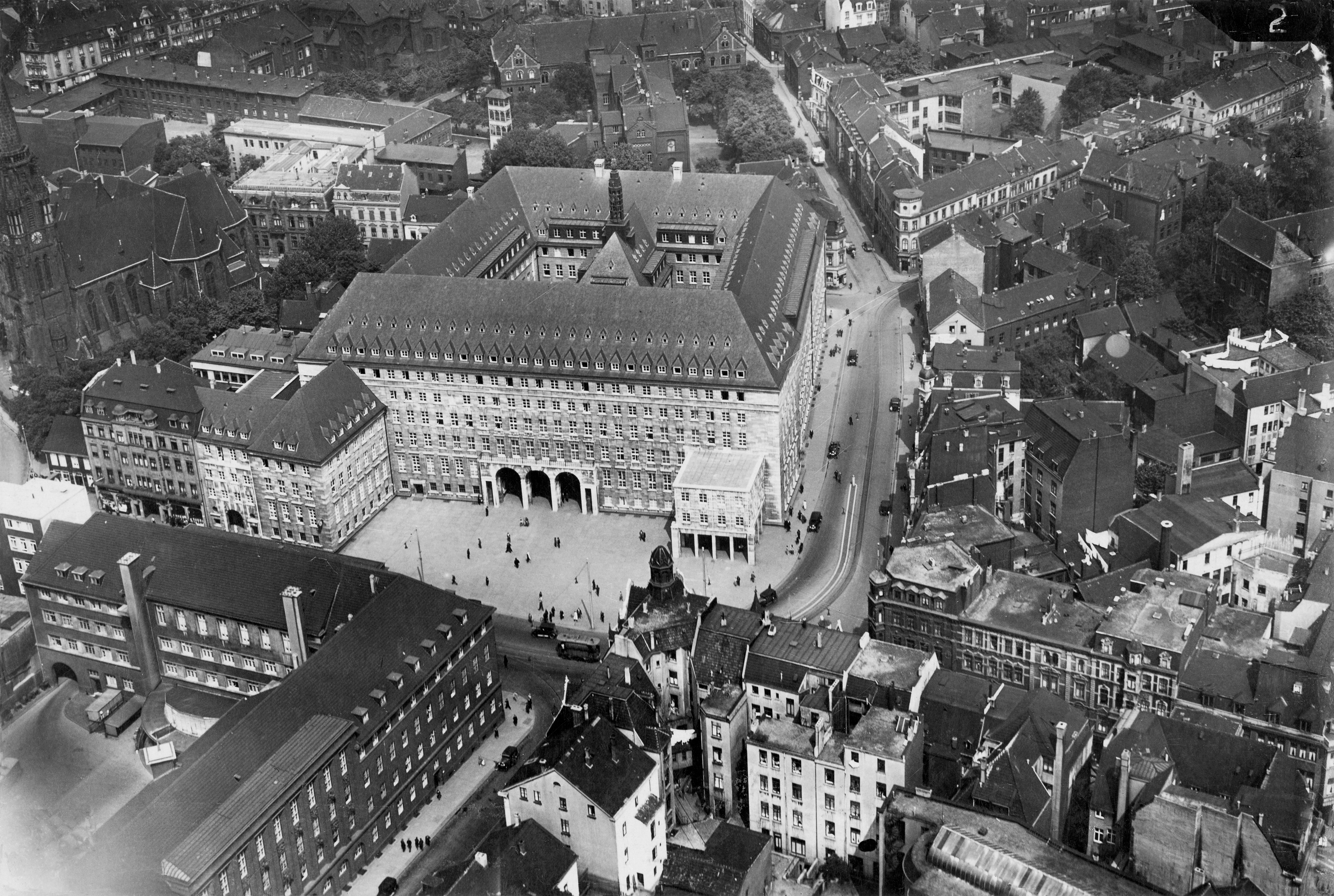
Das fertiggestellte Rathaus, um 1931

Bereits 1926 wurde auch mit dem Bau des heutigen Rathauses begonnen. Am 12. Juli 1927 erfolgte die feierliche Grundsteinlegung unter Anteilnahme der städtischen Körperschaften und zahlreichen Vertretern von Behörden und Verbänden. Mit dem Abbruch des alten Rathauses wurde, entgegen langläufigen früheren Meinungen, bereits Ende 1929 begonnen. Die Bauleitung hatte der Stadtbaumeister Sepp Spannmacher.
Am 20. Mai 1931 fand die Eröffnung statt. Bezogen wurde es von 4. bis zum 19. Mai 1931, die erste Stadtverordnetensitzung fand am 26. Juni des gleichen Jahres statt. War der Rathausbau im Jahr 1926 noch mit 7,50 Millionen Reichsmark veranschlagt, wuchsen die Kosten durch die wirtschaftlichen Probleme in Deutschland auf die Summe von 9,25 Millionen Reichsmark (nach heutigem Kaufkraftäquivalent ca. 40 Millionen Euro) So wurden zum Beispiel 905.000 Reichsmark im August 1930 nachbewilligt.
Der Darmstädter Architekt Karl Roth schuf ein hochmodernes Bürogebäude mit 300 Büroräumen, 20 Sitzungszimmern sowie 180 weitere Räumen im historischen Gewand des spanischen Klosters in El Escorial (1562–1584) und damit im Stil der ornamentlosen spanischen Renaissance. Das Gebäude weist einen symmetrischen Grundriss auf. Das lange Hochdach zum Eingangsbereich schließt bei ca. 35 Metern Gebäudehöhe ab. Die Außenseite ist schlicht gehalten und das Eingangsportal sowie der zweistöckige Vorbau an der rechten Front sind die einzigen Fassaden-Schmuckelemente. Der Sockel des Gebäudes besteht aus hartem Granitstein, für die Fassade wurden Muschelkalk und für das Dach Schiefer in Altdeutscher Deckung verwendet. Der Vorbau, der in den Rathausplatz ragt, soll an die alten Rathäuser mit ihren auf Stelen ruhenden Räumen erinnern.

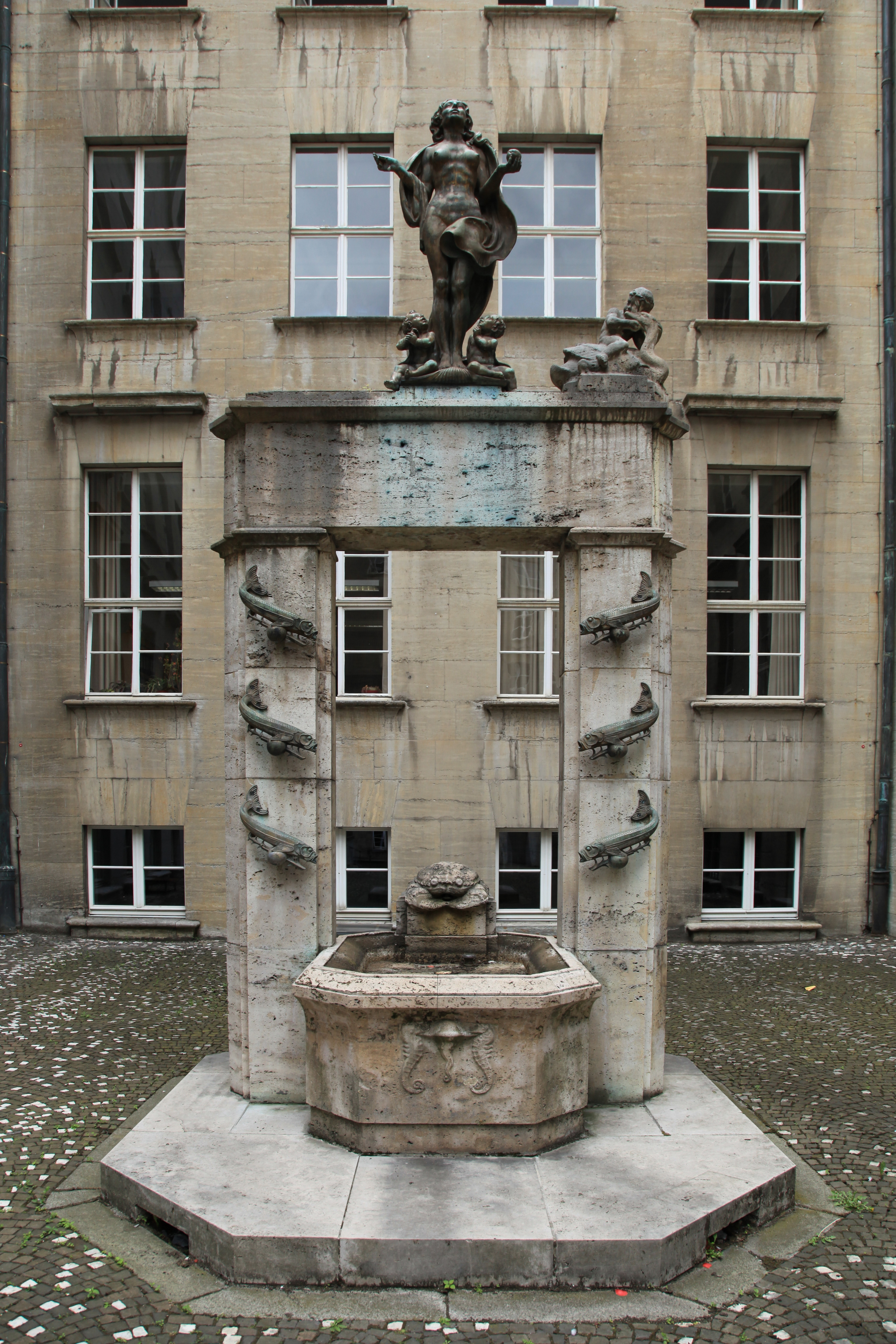
Der Brunnen der Schönheit im Hof des Rathauses Bochum
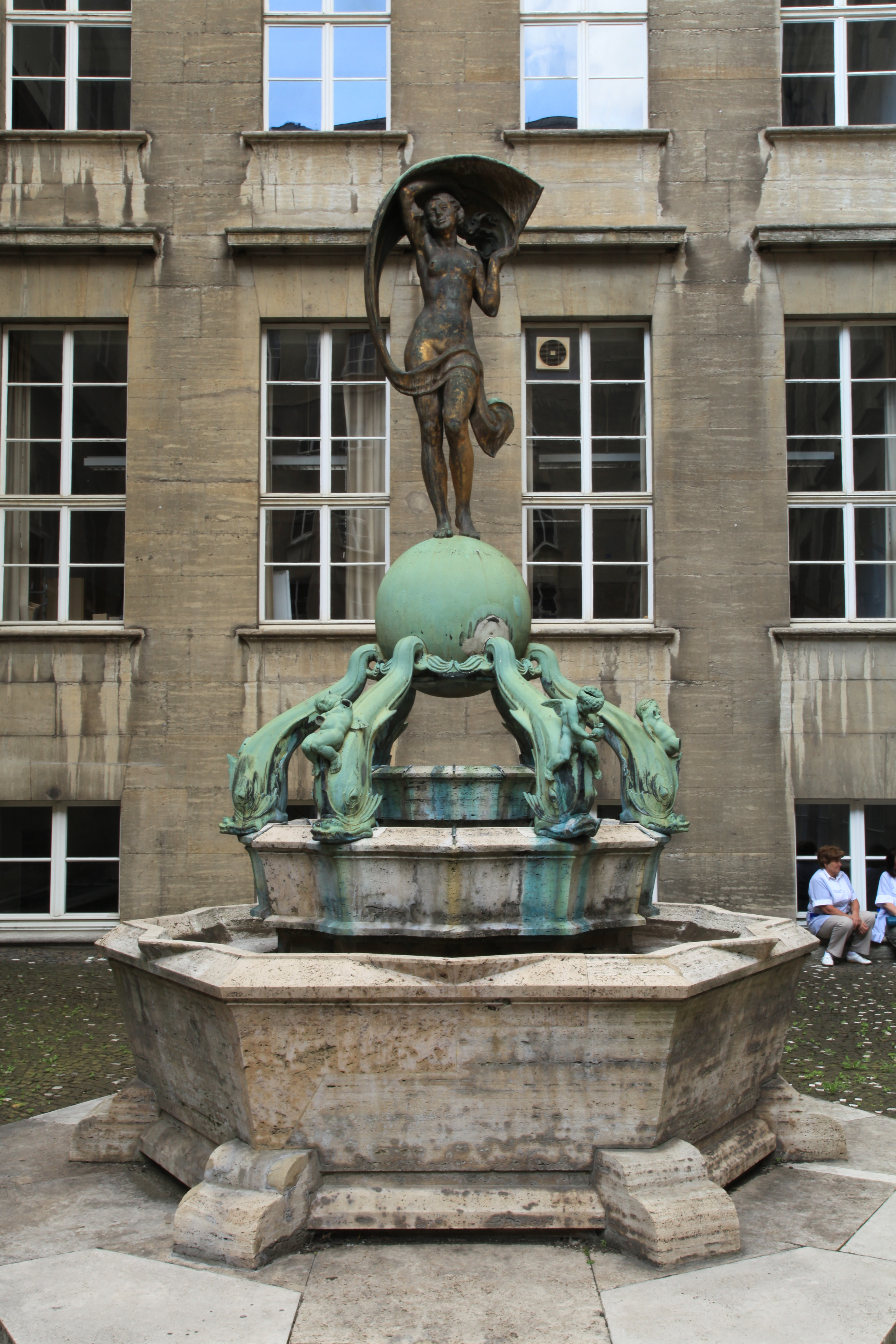
Der Brunnen des Glücks im Hof des Rathauses Bochum im noch nicht restaurierten Zustand

Das Rathaus erhielt kunstvolle Bronzegitter, Skulpturen aus Bronze sowie meisterhaften Steinmetzarbeiten durch namhafte deutsche Künstler: August Vogel (1887–1932), Paul Wynand (1879–1956), Richard Langer (1879–1950), Richard Guhr (1873–1956) und Augusto Varnesi (1866–1941). In den Fluren und Repräsentationsräumen des Hauses wurden Marmor, Kupfer, Bronze und dunkle Holztäfelungen verwendet. Dabei wurde, auch wegen der Wirtschaftskrise, auf lokale Handwerksbetriebe und deutsche Materialien zurückgegriffen. Die Geländer in den Treppenräumen stammen von der Firma Korte und Möbel und Wandvertäfelungen von den Werkstätten J. Dickerhoff, beides Bochumer Firmen.
Der 40 × 46 Meter messende Innenhof wird von vier Seiten vollständig umschlossen. In der Symmetrieachse des Ratshofes liegt auch der Rathaussitzungssaal (Wiederherstellung 1951 nach Plänen von Ferdinand Keilmann), sodass zu seinen beiden Seiten Nebenhöfe entstanden. Hier befinden sich bis heute ein Glockenspiel und zwei Brunnen. Im Innenhof lagen ursprünglich die Zugänge zu den drei Kassenhallen, die vor der Einführung des bargeldlosen Verkehrs den Steuer-, Lohn-, Sozial- und sonstige Zahlungen dienten. Linker Hand war die Steuerkasse, rechts die Hauptstelle der Sparkasse, im Kellergeschoss unter den Räumen befand sich der jeweilige Tresor. Unterhalb des Sitzungssaales befand sich die Stadthauptkasse. Hierunter lag ebenfalls ein Tresor, der auch heute noch existiert. So entwickelte sich das Sprichwort, dass die Ratsherren auf dem Geld sitzen. Heute befindet sich hier das um 1980 eingerichtete Trauzimmer des Standesamts.

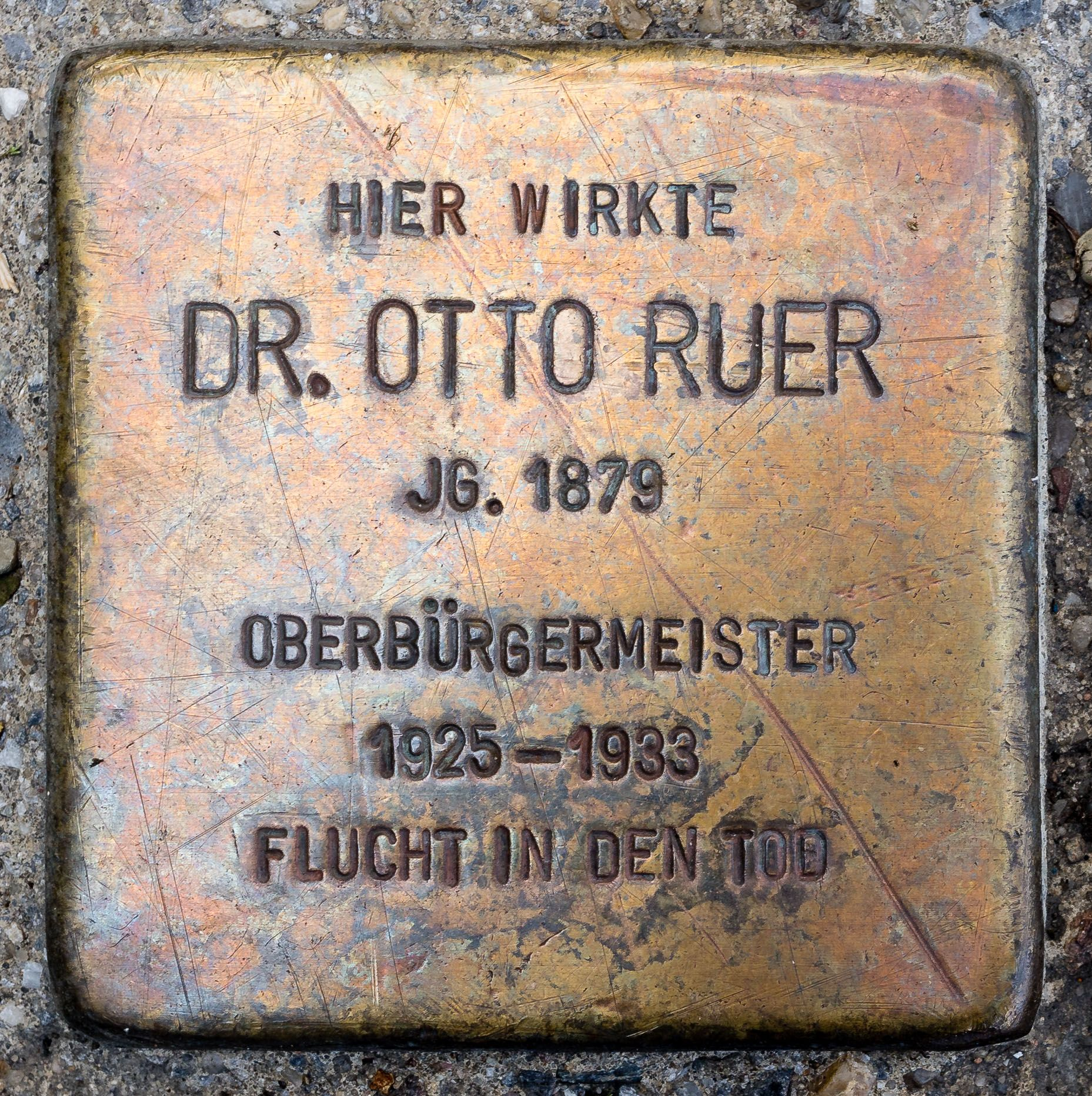
Stolperstein für Dr. Ruer

Wegen angeblich übertriebener Pracht am Rathaus griffen die Nationalsozialisten den damaligen jüdischen Oberbürgermeister Otto Ruer (1879–1933) an und trieben ihn in den Selbstmord. Ruer hatte wegen der Angriffe auf seine Person viele Schmuckarbeiten am Rathaus eingestellt. Zum Andenken an Otto Ruer wurde vor dem Rathaus am 31. Mai 2005 ein Stolperstein verlegt. Der Pate ist der Alt-Oberbürgermeister Ernst-Otto Stüber.
Trotz der Angriffe der Nationalsozialisten wegen angeblicher Verschwendung rühmten sich die neuen Machthaber 1934 in einer Baubeschreibung mit der Schönheit des Rathauses. Vor dem Rathaus wurde im Winter 1935 die vom Bochumer Verein gegossene Olympiaglocke präsentiert, bevor sie nach Berlin überführt und im Glockenturm aufgehängt wurde.
Wie viele Kunstwerke wurden Bronzeskulpturen auf dem Balkon des Innenhofes für Rüstungszwecke eingeschmolzen. Sie wurden am 17. April 1940 demontiert und dem Führer „zu seinem Geburtstag“ geschenkt. Im Zweiten Weltkrieg erlitt das Rathaus etliche Schäden. Bei den ersten Großangriffen im Mai und Juni 1943 (Battle of the Ruhr) brannten das Dachgeschoss und 5. Obergeschoss aus, der Ostflügel an der damaligen Mühlenstraße mit der Sparkasse erhielt einen direkten Treffer. Im Oktober wurde das Standesamt stark beschädigt und der Trausaal zerstört. Das Rathaus erlitt bei der schwersten Bombardierung am 4. November 1944 direkte Treffer, durch die der Glockenturm und der Sitzungssaal zerstört wurden; trotz des erneuten Brandes des Daches konnte eine komplette Zerstörung verhindert werden. Durch die Schäden im Dachgeschoss ging auch das komplette Bauaktenarchiv der Stadt Bochum verloren. Auch die Steinmetzarbeiten mit Ausnahme kleiner Löwenköpfe über dem Portal wurden zerstört. Dass der größte Teil des Rathauses konnte aber, dank der Überdeckung der oberen Geschossflächen durch Plattenbalkendecken aus Stahlbeton, überstehen. So blieben u. a. der Innenausbau der Hauptdezernate, also die repräsentativen Flure und Büros im Südflügel sowie der kleine Sitzungssaal erhalten (labyrinthartige Figuration des Marmorfußbodens, Decken- und Wandvertäfelungen).
Teile der Kriegsschäden, wie der zerstörte Sitzungssaal und der Glockenturm, wurden 1951 behoben oder neu gebaut. Die bis 1952 dauernde Wiederherstellung, welche das Hochbauamt und das Planungsamt ausführten wurden von Karl Hellrung geleitet. Das Dach und die oberen Stockwerke wurden 1962 auf die jetzige Höhe fertiggestellt. Im April 1972 wurde in den ehemaligen Räumen des Ratskellers mit dem „Informationszentrum Ruhr-Bochum“ ein damals neuartige Bürgerberatung eingerichtet. Neben Informationen, welche von der Stadt Bochum und dem Siedlungsverband Ruhrkohlenbezirk (SVR) in Kooperation angeboten wurden, gab es Veranstaltungen, Ausstellungen und Konzerte. Nach Darstellung der Stadt war es das erste Zentrum dieser Art in Deutschland. Der repräsentative Flur vor den Räumen des Oberbürgermeisters wird seit 1977 als Raum für Empfänge und Veranstaltungen genutzt. In dem rechten Teil des Sockelgeschosses kam es Anfang 1982 zu Ladeneinbauten eines örtlichen Sportwarenhändlers.
Durch den Aufkauf der ehemaligen Schürzenfabrik Pongs und Zahn Anfang 1960 in unmittelbarer Nähe des Rathauses konnte die in der Innenstadt verstreut liegende Verwaltung mehr zentralisiert werden. Die Druckerei neben dem Rathaus zog zur gleichen Zeit an die Hüttenstraße, auch deren Gebäude wurde aufgekauft. Anfang der 1980er Jahre wurden weitere Gebäude errichtet. Das Bildungs- und Verwaltungszentrum (BVZ) (Architekturbüro Bahlo, Köhnke, Stosberg und Partner) wurde im September 1980 eröffnet. In das Gebäude zogen unter anderem die Stadtbücherei und die Volkshochschule. Teils auf der Fläche der ehemaligen Schürzenfabrik wurde das Rathauscenter im Jahr 1982 errichtet. Das private Gebäude wurde von Anfang an so konzipiert, dass es neben Einkaufsgeschäften auch Verwaltungsräume beherbergen soll.
Im Jahr 2000 wurden Teilbereiche des historischen Rathauses zwecks Einrichtung von Bürgerbüros sowie Anlaufstellen für den Umweltservice, die Polizei und für die städtischen Verkehrsbetriebe (BOGESTRA) umgebaut (Planung: Architekten Schröder Schulte-Ladbeck, Dortmund). Die Eröffnung fand am 4. Dezember 2000 statt. In den 2000ern wurde der Westflügel und von 2018 bis 2021 der Ostflügel kernsaniert. Mit der Eröffnung am 20. August 2021 erhielt das Rathaus auch einen neuen Haupteingang unter dem Balkon.

## Brunnen und Glocken

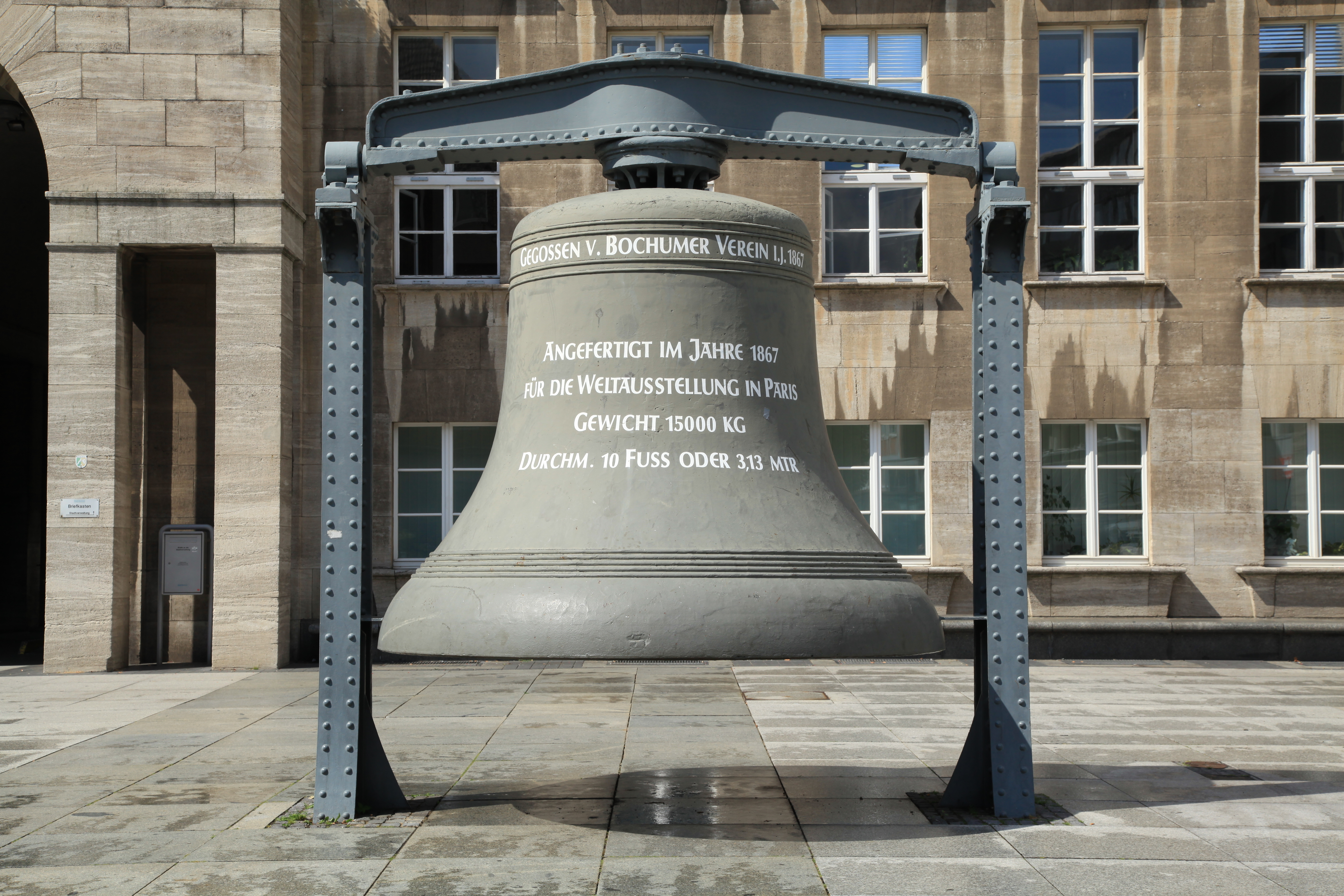
Glocke für die Weltausstellung 1867

Geblieben sind – neben den oben genannten vielen schönen Innenräumen – die „florentinische“ Hauptportale von Augusto Varnesi, die unter dem Motto „In Labore Honor“ (In Arbeit liegt Ehre) christlichen Glauben und industriellen Fleiß thematisieren. Weiterhin gibt es noch im Hof die beiden Brunnen Brunnen der Schönheit und Brunnen des Glücks aus Travertin und Bronze von August Vogel. Von den vergoldeten Figuren des „Brunnens des Glücks“ symbolisieren die Putte mit Ehering und Pantoffel Eheglück (restauriert), die Putte mit Apfel Fruchtbarkeit, die Putte mit leerem Portemonnaie den Optimismus (restauriert) und die Putte mit den Seifenblasen die Illusion. Ende 2020 wurden die Brunnen restauriert, und die fehlenden Putten ersetzt.
Obwohl die Stadt Bochum sich als Stadt der (Stahl-)Glocken des Bochumer Vereins bezeichnete, wurde das Glockenspiel des Rathauses auswärtig gefertigt. Das ursprüngliche Glockenspiel war aus Bronze von der Stuttgarter Firma Kurtz. Das Glockenspiel besteht aus 28 Gussstahlglocken mit einem Gesamtgewicht von 2300 Kilogramm. Die einzelnen Glocken wiegen zwischen 4 und 375 Kilogramm. Es wurde auch als das angeblich beste Glockenspiel Deutschlands gelobt. Der Westdeutsche Rundfunk (sic) nahm im Dezember 1932 mehrere Lieder des Glockenspiels auf Schallplatte auf. Am 4. November 1944 wurde das Glockenspiel mit dem Glockenturm bei dem großen Bombenangriff zerstört. Nur eine der Bronzeglocke überstand die Zerstörung, sie ist heute im Stadtarchiv zu finden. 1951 wurde das jetzige Glockenspiel von dem Bochumer Verein gegossen. Es richtete sich in Ausstattung und Art an dem vorherige Glockenspiel aus. Entgegen landläufiger Meinung wurde es aber nicht der Stadt Bochum geschenkt, sondern verkauft. Vielleicht war dieses eine Retourkutsche für die vorherige Materialwahl. Das weltweit erste Glockenspiel aus Gussstahl erklang dann zu Weihnachten 1951 im Nordwestdeutschen Rundfunk. In den 1960er Jahren erklangen jeweils um 7, 8, 12, 16, 18, und dann stündlich bis 22 Uhr Lieder. Es gab insgesamt 19 Walzen mit 171 Liedern, die je nach Jahreszeit und Ereignis gewechselt wurden.
Sehenswert ist auch die Glocke vor dem Rathaus mit einem Durchmesser von 3,13 Metern und einer Masse von 15.000 Kilogramm. Sie war 1867 als größte von vier Glocken eine Attraktion auf der Weltausstellung in Paris und wurde zur Eröffnung geläutet. Gegossen vom Bochumer Verein, wurde sie nach der Ausstellung als Denkmal zunächst auf dem Firmengelände aufgestellt. Spätestens seit den 1930er Jahren stand sie vor der Hauptverwaltung an der Essener Straße in Höntrop. Wegen einer Straßenerweiterung wurde sie von dem Firmennachfolger Krupp Stahl der Stadt Bochum geschenkt und kam 1979 schließlich an ihren heutigen Platz. Die Glocke kann wegen einer im Zweiten Weltkrieg erlittenen Beschädigung nicht mehr geläutet werden. Eventuell ist auch dabei der Klöppel verloren gegangen, Fotos aus den 1980er zeigen sie ohne Klöppel. Sie ist die zweitgrößte Glocke Deutschlands.
Von Krupp wurde ebenfalls der Brunnen Fontana vor dem Bildungs- und Verwaltungszentrum gespendet. Der Brunnen wurde vom Bildhauer und Grafiker Erwin Hegemann aus Hagen entworfen, aus Edelstahl und Titan angefertigt und im September 1985 eingeweiht.

## Paternosteraufzug
Bei der Entstehung verfügte das Rathaus über zwei Paternosteraufzüge der Firma R. Stahl aus Stuttgart, des Weiteren über einen Personen-Selbstfahrer und einen Personenaufzug mit Führer der Firma Koch aus Hamburg. Weiterhin gab es zwei Aktenaufzüge der Firma Hillenkötter und Ronsik aus Bielefeld. Als eines der wenigen Verwaltungsgebäude verfügt das Bochumer Rathaus weiterhin über einen öffentlich zugänglichen Paternosteraufzug. Die Anlage wurde 1966 gebaut und ist bis heute in Betrieb.

## Verkehrsanbindung
In der Nähe des Rathauses befindet sich zahlreiche Bushaltestellen und der U-Bahnhof Bochum Rathaus, welcher eine Erreichbarkeit durch die Stadtbahn Bochum ermöglicht.

## Film und Fernsehen
Das Rathaus Bochum ist ein gerne für Film- und Fernsehproduktionen genommenes Drehmotiv. Neben Einstellungen für die Fernsehserien Einstein und Heldt sind beispielsweise Berlin 36 mit Karoline Herfurth und Thomas Thieme (das Rathaus diente mit seinen Innenhöfen, dem Kleinen Sitzungssaal und der Oberbürgermeisteretage im Film als „Haus des Sports“) und die internationale Romanverfilmung Jeder stirbt für sich allein mit Emma Thompson, Brendan Gleeson und Daniel Brühl (u. a. Dreharbeiten in den Innenhöfen des Rathauses) als beachtete Kinofilme zu nennen. Für den Film Lieber Thomas diente der kleine Sitzungssaal als Besprechungsraum von Erich Honecker.